# Depressor
Drogas depressoras, ou simplesmente depressores, são aquelas que diminuem o nível de atividade no cérebro, deixando o organismo mais lento.
São muito usadas em hospitais, com doses controladas. Exemplos são o álcool, sedativos, a morfina e os anestésicos gerais. Os usuários de drogas costumam usar em doses maiores, causando diversas complicações, incluindo coma profundo. Isso ocorre porque tais drogas diminuem a quantidade de batimentos cardíacos, causando pouca circulação do sangue no corpo e no cérebro, podendo levar à morte.

## Descrição
Trata-se de agentes químicos que diminuem a função ou atividade de uma parte específica do corpo (veja também sedativo e ansiolíticos). O termo é, em particular, usado sobre para drogas que agem sobre o psicoativas proposta por Jean Delay corresponde à categoria analéptica. O álcool é o exemplo mais comum de um depressor e talvez uma das primeiras substâncias utilizadas com essa função seguida dos brometos que são utilizados desde o século XIX. Naturalmente que não se podem esquecer as plantas com efeito calmante de uso tradicional. Muitos depressores quando agem no SNC aumentam a atividade de um neurotransmissor particular conhecido como ácido gama-aminobutírico (AGAB), embora outros alvos como o receptor NMDA, receptor mu-opióide e receptor cannabinóide CB1 também possam ser importantes, dependendo de qual a droga envolvida.

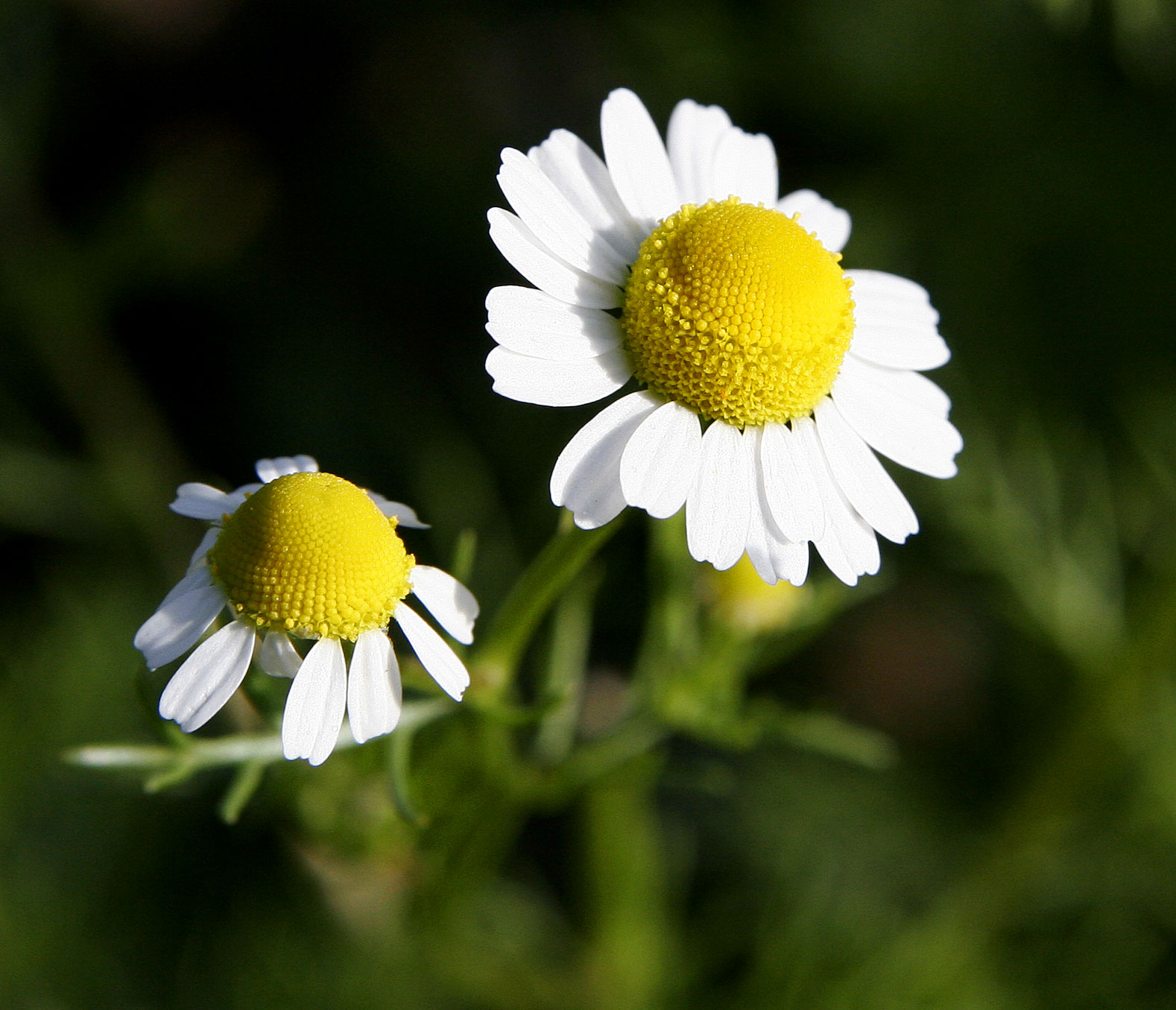
Camomila

A tarefa do AGAB é acalmar o SNC e promover o sono. Drogas que estimulam a atividade deste aminoácido produzem uma diminuição na função cerebral e um sentimento de sono ou tranquilidade, e assim geralmente são prescritos depressores para aliviar sintomas de ansiedade ou insônia. Sistemas internos do corpo regulam a produção de AGAB, mas quando é dado um medicamento para estimular a ação do AGAB, é possível que níveis altos dessa substância sejam induzidos, o que pode reduzir a velocidade da respiração e o ritmo do coração, podendo resultar em morte.
Os depressores do SNC requerem um período de adaptação. Tipicamente, efeitos colaterais iniciais incluem fala desarticulada, vertigem e perda de coordenação, em muitos aspectos semelhante aos efeitos do álcool.

## Tipos de drogas depressoras
Os depressantes mais usados geralmente entram em duas classes, barbituratos e benzodiazepinas. Outros depressores incluem álcool, narcóticos (derivados de opiato), sedativo-hipnóticos, anti-histamínicos de primeiro-geração (como difenidramina) e alguns anestésicos (como quetamina e fenciclidina).
Barbituratos
São eficazes no alívio das doenças para as quais foram concebidos. Eles também são fisicamente viciantes e têm sério potencial para overdose. Quando, na década de 1960, ficou claro que o custo social dos barbituratos começava a exceder em valor os benefícios médicos, começou uma procura séria de uma droga de substituição. A maioria das pessoas que ainda usam barbituratos hoje, fá-lo na prevenção de ataques apopléticos ou em forma moderada para alívio dos sintomas de enxaquecas.
Benzodiazepinas
Medeiam muitos dos mesmos sintomas como barbituratos, mas são de longe menos tóxicos e têm um risco de overdose fortemente reduzido. Isto não quer dizer que elas não têm riscos. As benzodiazepinas apresentam um maior risco na possibilidade de habituação, dependência, e sintomas de retirada físicos e psicológicos sérios. A Cessação imediata de benzodiazepinas a longo prazo pode ser perigosa e pode ter efeitos sérios.
A combinação de depressores múltiplos geralmente é reconhecida como muito perigosa porque as propriedades depressoras do SNC são multiplicadas ao invés de limitadas. Esta característica faz dos depressores uma escolha comum para overdoses deliberadas no caso de suicídio.

## Depressores

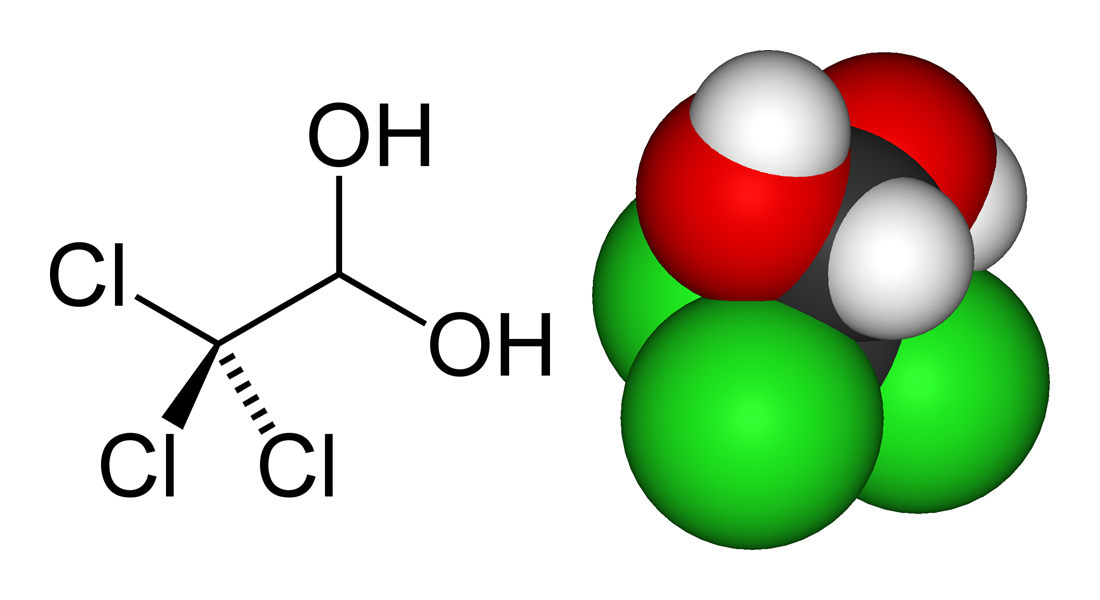
Hidrato de cloral

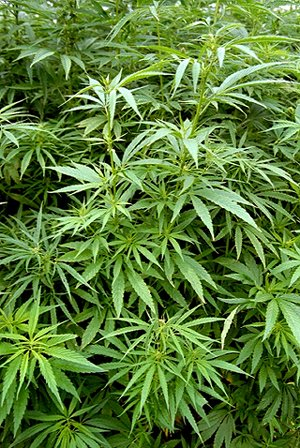
Cannabis sativa possui efeitos sedativos.

- álcool
- etanol
- Valeriana
- Erva cidreira
- Maconha / Cannabis indica
- Camomila
- Maracujá
- Brometo de potássio
- Hidrato de cloral
- barbituratos
- benzodiazepinas
- carisoprodol (Soma®)
- dextrometorfan
- difenhidramina (Benadryl®)
- eszopiclone (Lunesta®)
- gama-hidroxibutirato (X® Líquido)
- glutetimida (Doriden®)
- meprobamate (Miltown®)
- metaqualone (Quaalude®)
- metiprilon (Noludar®)
- óxido nitroso
- quetamina (Ketaset®)
- tiletamina (Telazol®)
- zaleplon (Sonata®)
- zolpidem (Ambien®)
- zopiclone (Imovane®)
- drogas antipsicóticas
- Drogas lépticas
- Drogas psicodislépticas